# 塔拉国家公园
塔拉国家公园位于塞尔维亚的最西端，是塞尔维亚于1981年7月13日成立的国家公园，总面积为249.92平方公里。地处在波黑塞族共和国的边界地区。

## 历史
塔拉国家公园成立于1981年，在塔里纳河的大弯处包括塔拉和兹维耶兹达山的一部分。公园最初的面积为191.75平方公里，海拔高度为250-1,591 米。2015年10月5日，塞尔维亚国民议会通过了新的国家公园法，将塔拉国家公园扩大至249.92平方公里。联合国教科文组织人与生物圈计划委员会将塔拉国家公园提名为潜在的生物圈保护区。

## 概览
塔拉国家公园是一个典型的森林地区，其森林生态系统的保护和多样性（其中许多是遗迹），是欧洲最丰富，最有价值的森林地区之一。在森林方面，公园内布满了欧洲云杉，银杉和欧洲山毛榉（占森林面积的85％）的混合森林，与巴尔干半岛其他山区相比，它的特殊性是园内有大量的遗迹和特有森林物种和植物群落。

### 管理
塔拉国家公园是受塞尔维亚于1993年通过的《国家公园法》所保护，同时是联合国教科文组织人与生物圈（MaB）计划中生物圈保护区的候选区，也在联合国教科文组织世界文化和自然遗产的初步清单上，也是国际重要鸟类栖息地（IBA），国际重要植物区（IPA）和国际重要蝴蝶栖息地（Prime Butterfly Area-PBA）。

### 地理
塔拉国家公园由一群山峰组成，其中最高峰是塔拉山（Zborište），海拔1,544米。园内山峰形成了德里纳峡谷（Drina Gorge）及喀斯特地形溶洞。

### 植物
塔拉国家公园内有40多种阔叶，落叶类植物群落。当中有1,156种維管束植物 ，占塞尔维亚总菌群的三分之一。其中的76种植物巴尔干半岛地区是特有的。如特有种类塞尔维亚云杉（学名：Picea omorika），栖息在德里纳河中游的峡谷和沟壑中。

### 动物
塔拉国家公园内居住着50多种哺乳动物，140种鸟类，23种两栖爬行动物和19种鱼类。

### 文化遗产
在整个公园中，有许多新石器时代到现代的考古遗址和古迹。最重要的是修建于尼曼雅王朝时期的拉卡修道院（Raca Monastery）。